# Rumegies
Rumegies település Franciaországban, Nord megyében. Lakosainak száma 1738 fő (2022. január 1.). Rumegies Brunehaut, Saméon, Aix-en-Pévèle és Lecelles községekkel határos.

## Népesség
A település népessége az elmúlt években az alábbi módon változott:
| Lakosok száma | 1640 | 1712 | 1779 | 1797 | 1778 | 1758 | 1739 | 1740 | 1738 |
|               | 2013 | 2015 | 2016 | 2017 | 2018 | 2019 | 2020 | 2021 | 2022 |